# Anse Boileau
Pour les articles homonymes, voir Boileau.
Anse Boileau est un district des Seychelles de l'île de Mahé.

## Géographie

### Situation
Le district d'Anse Boileau couvre 12 km2, au sud de l'île de Mahé, aux Seychelles. Situé au pied d'une montagne escarpée, très verte, sur les rives de l'océan Indien, et comprenant des ruisseaux, des étendues forestières modestes, des étangs, etc., il est représentatif du paysage seychellois. 

### Démographie
Le district d'Anse Boileau compte 3 994 habitants (en 2002).

## Économie
Le district d'Anse Boileau est souvent décrit comme un « village de pêcheurs », beaucoup de résidents locaux pêchant pour gagner leur vie. Il dispose d'une école, d'un restaurant, d'épiceries, d'un centre de santé et d'un commissariat de police. Anse Boileau est une destination touristique populaire, prétendument en raison de ses nombreuses criques.

## Personnalités liées à Anse Boileau
- Caroline Abel, première femme gouverneur de la Banque centrale des Seychelles.